# Galénosz
Görögösen Galénosz (ógörögül: Κλαύδιος Γαληνός, latinul: Aelius Galenus vagy Claudius Galenus), (Pergamon, 129 szeptembere – Róma, 216 körül): görög származású római orvos, filozófus. (Neve a „nyugodt”-at jelentő „γαληνός” görög szóból származik.). Szülőhelyéről Pergamoni Galénosznak is nevezték. Az antikvitás legismertebb és legképzettebb orvosa volt, nagyban hozzájárult egy sor orvosi tudományág kialakulásához, fejlődéséhez, mint az anatómia, fiziológia, patológia, farmakológia, neurológia, valamint a filozófiának és a logikának is kiemelkedő tudósa volt.

## Életpályája
Galénosz apja, Aelius Nicon egy gazdag római patrícius, építész volt, nagy tudományos érdeklődéssel sokféle téma, így a filozófia, matematika, logika, asztronómia, mezőgazdaság és irodalom iránt egyaránt. Pergamon ebben az időben jelentős kulturális központ volt, az alexandriai után a legnagyobb könyvtárral.
Apja hagyományos karriert képzelt el számára, filozófiai és politikai tanulmányokkal. Fia így már 14 éves korában kapcsolatba került sztoikus filozófusokkal és Platón híveivel egyaránt. Galénosz visszaemlékezéseiben azonban beszámol arról, hogy 145 körül apja álmában megjelent Aszklépiosz, a gyógyítás istene és rávette őt arra, hogy fiát az orvosi pályára irányítsa. Aelius Nicon ezután minden lehetőséget biztosított fia számára, hogy a gyógyítás tudományával foglalkozzon. Galénosz 16 éves korától a helyi, Aszklépiosznak szentelt gyógyító intézményben folytatta tanulmányait, amely kórház, fürdő, szanatórium és templom is volt egyben, és ahol sok híres római polgár megfordult, például Aelius Aristides, a szónok.
Apja halála után, 19 éves korától sokat utazott, amint azt Hippokratész tanácsolta és tanulmányokat folytatott Szmirnában, Korinthoszban, Krétán, Kilikiában, Cipruson és végül az alexandriai nagy orvosi iskolában. Itt hozzájutott azokhoz a tanulmányokhoz is, amelyekben a foglyokon végzett élveboncolás eredményeit rögzítették.
157-ben, 28 éves korában visszatért Pergamonba, és Kisázsia legbefolyásosabb és leggazdagabb személyisége, a főpap szolgálatában a gladiátorai „sportorvosa” lett. Közülük sokat megmentett a haláltól, sebeiket orvosolva. Maga is sokat tanult az étkezés, a jó erőnlét, a higiénia és a megelőzés fontosságáról. Emellett folytatta elméleti tanulmányait is.
Később Rómában telepedett le ahol, a korabeli társadalom vezető személyiségeinek orvosa lett, végül pedig több császár személyi orvosa volt.
Orvosi felfogását erősen befolyásolta a testnedvek akkor széles körben elfogadott elmélete (humorálpatológia, humor=latinul testnedv, patológia=kórtan), amelyet Hippokratész nyomán ő foglalt össze először, ebben különböző vérmérsékletűekre osztva az embereket.
Anatómiai tanulmányai, amelyek majmok és disznók boncolására alapultak, egészen 1543-ig kihívó nélkül maradtak, amikor is sor került az emberi boncolások első tudományos publikációira. Fiziológiai tanításai egészen 1628-ig elfogadottak maradtak, amikor William Harvey közzétette elméletét a vérkeringésről. Az orvostanhallgatók egészen a 19. századig sok mindent Galénosz alapján tanultak.
Galénosz magát filozófusnak is tekintette, amint azt megírta A legjobb orvos egyben filozófus is című művében. Nagyon érdekelték a racionalizmus és az empirizmus között viták is az episztemológia elméletéről. és saját, a közvetlen megfigyelésen alapuló módszere középutat képez e két elmélet szélsőségei között. Irodalmi munkássága és a logika tudományát művelő írásai is jelentősek.
Halálának időpontjáról viták folynak, de kétségtelennek látszik, hogy megérte a 70 éves kort.